# Archaeopodella scopulifera
Genre
Espèce
Archaeopodella scopulifera est une espèce d'acariens mesostigmates de la famille des Ichthyostomatogasteridae, la seule du genre Archaeopodella.

## Distribution
Cette espèce est endémique d'Australie.

## Publication originale
- Athias-Henriot, 1977 : A new Australian mite, Archaeopodella scopulifera gen. et sp. n. (Gamasida:Liroaspidae). Journal of the Australian Entomological Society, vol. 16, p. 225–235.